# 寿証券
寿証券株式会社（ことぶきしょうけん、英称：KOTOBUKI SECURITIES CO.,LTD.）は、愛知県名古屋市中区に本社を構える証券会社である。

## 沿革
- 1944年3月30日 - 会社設立
- 1957年7月23日 - 稲沢営業所　開設
- 1962年9月26日 - 星ヶ丘営業所　開設
- 1987年3月16日 - 安城営業所　開設
- 1991年5月7日 - 大曽根営業所　開設
- 1998年12月1日 - 東海財務局長（証）第7号として登録証券会社となる
- 2007年9月30日 - 東海財務局長（金商）第7号として第一種金融商品取引業者となる

## 営業所
稲沢、星ヶ丘、大曽根、安城に営業所を有する。